# HD 28970
HD 28970，又名BD-11 900，SAO 149725、HR 1447，是一颗恒星，视星等为6.06，位于銀經206.78，銀緯-35.5，其B1900.0坐标为赤經4h 28m 38.5s，赤緯-10° -35.5′ 49″。